# 우카시 스코룹스키
우카시 스코룹스키(폴란드어: Łukasz Skorupski, 1991년 5월 5일 ~ )는 현재 세리에 A의 클럽 볼로냐에서 뛰는 폴란드의 축구 선수이다.